# Реміснича вулиця (Чернігів)
Ву́лиця Ремісни́ча — вулиця у м. Чернігові. Від 1922 року мала назву Комсомольська.
24 грудня 2015 року колишній вулиці Комсомольській повернуто історичну назву Реміснича.

## Історія
Існуюча вулиця прорізана в кінці XVIII — на початку ХІХ століття згідно з регулярними планами міста 1803 та 1805 років. Починається на території Третяка, неподалік від Свято-Успенського Єлецького монастиря, проходить територією Передгороддя XII—XIII століть і закінчується в районі так званого Олегового поля. За результатами археологічних досліджень в межах проходження магістралі виявлено рештки міської забудови Домонгольської доби, також існує імовірність того, що в межах сучасної вулиці могла пролягати дорога ще в часи Середньовіччя. Зокрема, на перехресті з вулицею Князя Чорного зафіксовано рештки міських укріплень з брамою; також фіксувалися знахідки скарбів у 1957 та 1959 роках, що може свідчити про наявність осель знаті.
Початок формування забудови вулиці припадає на першу половину ХІХ століття. Зокрема, в першій чверті ХІХ століття з'являються споруди міської в'язниці та комплекс будівель «Богоугодного заведения приказа общественного призрения» (рос.), які й сьогодні виконують функції маркерів початку та закінчення магістралі. За регулярним планом 1805 року зі східного боку північного відтинку вулиці було утворено Олександрівську площу. У 1871 році на неї перенесли частину міського торгу з Базарної площі, в результаті утворився майданчик, названий Новим Базаром, призначений для ярмаркової торгівлі та збуту габаритного товару, що надходив з довколишніх сіл і господарств, зокрема худоби, лісу та фуражу, від чого площа також отримала другу назву — Сінний Базар. Неподалік існував комплекс соляних складів, на самій площі — будівлі торговельного призначення, зокрема Будинок мір і вагів (арх. А. І. Карташевський, реконструкція — 1963 р., арх. А. А. Карнабіда).
У другій половині XIX століття почала формуватися житлова забудова вулиці, представлена переважно дерев'яними будинками, також тут на перехресті з вулицею Ринковою було розміщено Ремісниче училище. Тоді ж за вулицею закріпилася назва Ремісничої.
У 1922 році магістраль перейменовано на Комсомольську. Під час німецької окупації міста в період Другої світової війни наказом № 107 Чернігівської міської управи від 12 грудня 1941 року вулиці повернуто початкову назву. Краєзнавець Г. О. Кузнецов стверджує, що деякий час магістраль носила назву Hitlerstraße (нім.) і на ній розташовувалися німецька комендатура, контррозвідка СД та українська військова комендатура. Після витіснення німецьких військ з міста восени 1943 року, радянськими органами влади вулицю знову названо Комсомольською.
У повоєнний час за адресою Комсомольська, 20 діяла Чернігівська служба працевлаштування.
У відповідності до комплексу декомунізаційних законів України, міською комісією з топонімії 24 грудня 2015 року колишній вулиці Комсомольській повернуто історичну назву Ремісничої.
На початку 1770-х років на північній околиці міста при міському кладовищі було розпочато будівництво Воскресенської церкви. До зведення храму долучився ряд меценатів, зокрема К. Я. Дуніна-Борковська:
|  | ...стараннями значною мірою і на кошти покійного Чернігівського Бургомістра Михайла Єнька та за допомоги коштів, наданих померлого Бунчукового товариша Андрія Васильовича Дуніна-Борковського дружиною Катериною, а також і від доброзичливих різних прихильників та містян пожертвами, створена. Оригінальний текст (рос.) ...старанием большею частью и иждивением умершего Черниговского Бургомистра Михайла Енки да в помощь давшия деньги умершего Бунчукового товарища Андрея Васильовича Дунина-Борковского жены Екатерины, а к тому и от доброхотных разных сторонников и городских жителей подаяний, создана. |

Спорудження церкви тривало впродовж 1772—1775 років. До 1799 року при храмі зведено також дзвіницю над церквою Григорія Вірменина. Авторство всього проєкту, виконаного в стилі бароко з елементами класицизму, приписується І. Г. Григоровичу-Барському.
У 1801–1806 роках на землях, викуплених у Свято-Успенського Єлецького монастиря, на території чернігівського Третяка, біля витоку вулиці за проектом А. І. Карташевського було споруджено Тюремний замок. У 1910 році над основним корпусом надбудовано третій поверх. Комплекс у стилі класицизм вирішено в формах, близьких за елементами до фортифікації.
20 липня 1899 року відбулася урочиста закладка фундаменту Будинку працелюбства, відомого також як Народний дім. Проєкт двоповерхової П-подібної будівлі для потреб організації був розроблений варшавським архітектором К. Войцеховським. Будівництво було завершене 1900 року, 26 жовтня заклад освячено та відкрито. Гроші на будівництво надали імператриця Олександра Федорівна (дружина Миколи II), меценат Н. А. Терещенко та «Опіка народної тверезості», будматеріали виділені за сприяння міністра землеробства та державного майна О. С. Єрмолова.
Ініціатором створення цього закладу в Чернігові виступила дружина тодішнього губернатора Є. К. Андрієвського — А. О. Андрієвська. Спочатку заснована 1894 року структура не мала постійного приміщення, розташовуючись почергово на Хлібопекарській, а потім на П'ятницькій вулицях.
Завданням організації було:
|  | Надання незаможним притулку, їжі та можливості заробітку; прихисток для малолітніх дітей, їх матерів та вдів; навчання бідних грамоті та ремеслам.Оригінальний текст (рос.) Предоставленіе неимущимъ приюта, ѣды и возможности заработка; призрѣніе малолѣтнихъ дѣтей, ихъ матѣрей и вдовъ; обученіе бѣдныхъ грамотѣ и ремесламъ. |

З 1919 року споруда була зайнята кавалерійським ескадроном. Під час Німецько-радянської війни будівля згоріла; при повоєнному відновленні надбудовано третій поверх. Від 1970-х років у колишньому Будинку працелюбства розташовувалося ДТСААФ, нині — ТСОУ та комерційні організації.
26 грудня 1921 року за сприяння міжнародної організації Джойнт у Чернігові відкрито Єврейську слюсарно-ковальську школу «Юний пролетар». У листопаді 1922 року з Комсомольської вулиці за місто було винесено чавуноливарний завод Вайнштейна і Кацнельсона, об'єднаний зі створеним 1916 року Чернігівським ремонтно-механічним заводом «Жовтневий Молот», що дозволило перевести частину устаткування та потужностей на потреби школи; у тому ж році установу перевели з околиці міста на Комсомольську, до окремої, зведеної 1911 року, будівлі неподалік від Олександрівської площі. У квітні 1932 року школа була перетворена на ФЗУ, де крім кадрів для «Жовтневого Молота» відтепер почали готувати спеціалістів для Чернігівського паровозного депо. З розширенням програм підготовки установа була перепрофільована в Професійно-технічне училище №5 імені Ф. Е. Дзержинського. Станом на тепер будівля входить до структури Чернігівського професійного ліцею залізничного транспорту.

### Конфлікт у переплануванні
У грудні 2018 року міська влада в співпраці з представниками релігійної організації УПЦ(МП), яка орендує комплекс Воскресенської церкви, виступила з ініціативою створення об'їзду довкола храмової дзвіниці з метою ліквідації розділяючої комплекс частини вулиці та його об'єднання у межах одного подвір'я. При цьому ініціатива викликала побоювання істориків, адже запланована ділянка об'їзду проходить територією кладовища, що має передбачати значний об'єм роботи з ексгумації поховань та археологічних досліджень території Передгороддя. Між тим, на думку істориків, через недостатній ступінь проробки питання такі роботи можуть бути штучно мінімізованими, що призведе до втрати культурного шару XII—XIX століть.
Роботи було розпочато влітку 2019 року, проїзд видозміненою вулицею відкрито в середині вересня того ж року.

### Визначні мешканці
- Андреєв, Ісай Матвійович — Почесний громадянин Чернігова;
- Биковський, Дмитро Васильович — статський радник, гласний Міської думи, викладач Чернігівського чоловічого духовного училища[7].

### Цікаві факти
- На початку XX століття район пролягання вулиці мав підвищений ступінь небезпеки для пішоходів через значну чисельність бродячих собак, що було зумовлено близькістю Нового Базару. У чернігівській пресі від 1918 року вказувалося, що район перетину з Троїцькою (проспект Перемоги) — особливо небезпечне місце, де бродячі тварини створюють численні групи.
- У радянський час, коли вулиця носила назву Комсомольської, серед містян побутував жарт, який зводився до поєднання назви й географічних маркерів: починалася магістраль від в'язниці, а закінчувалася психоневрологічним диспансером. Відтак гострослови зауважували, що, вочевидь, людина, яка давала вулиці нову назву, за щось дуже не любила комсомол або ж намагалася завуальовано продемонструвати іронію шляху більшовицького молодіжного руху.

## Пам'ятки архітектури та історії, інфраструктура та об'єкти
Споруди
- буд. № 2 — Тюремний замок (1801–1806 рр., арх. А. І. Карташевський)

На цей час: Чернігівський слідчий ізолятор
- буд. № 4 — Чернігівське управління ДПСУ

Пам'ятні дошки:
1. Співробітникам та ветеранам пенітенціарної служби Чернігівщини

- буд. № 36 — Воскресенська церква та дзвіниця й церква Григорія Вірменина (1772–1779 рр., арх. І. Г. Григорович-Барський (?))[8]

Поховання на цвинтарі Воскресенської церкви:
1. Добровольського П. М. могила[9]
2. Тищинського О. А. могила[10]
3. Шафонського О. Ф. могила[11]

- буд. № 49 — Будинок працелюбства або Народний (1900 р., арх. К. Войцеховський)[12]

На цей час: ТСОУ
- буд. № 56 — будівля Єврейської слюсарно-ковальської школи «Юний пролетар» (1911 р.)

На цей час: Чернігівський професійний ліцей залізничного транспорту
Крім того, як історична забудова Чернігова ХІХ — поч. ХХ ст., цінність становлять також буд. № 48, 50, 52.

## Галерея

Будинок працелюбства та Воскресенська церква, вид з Олександрівської площі. Фото В. Гольдфайна, 1911 р.
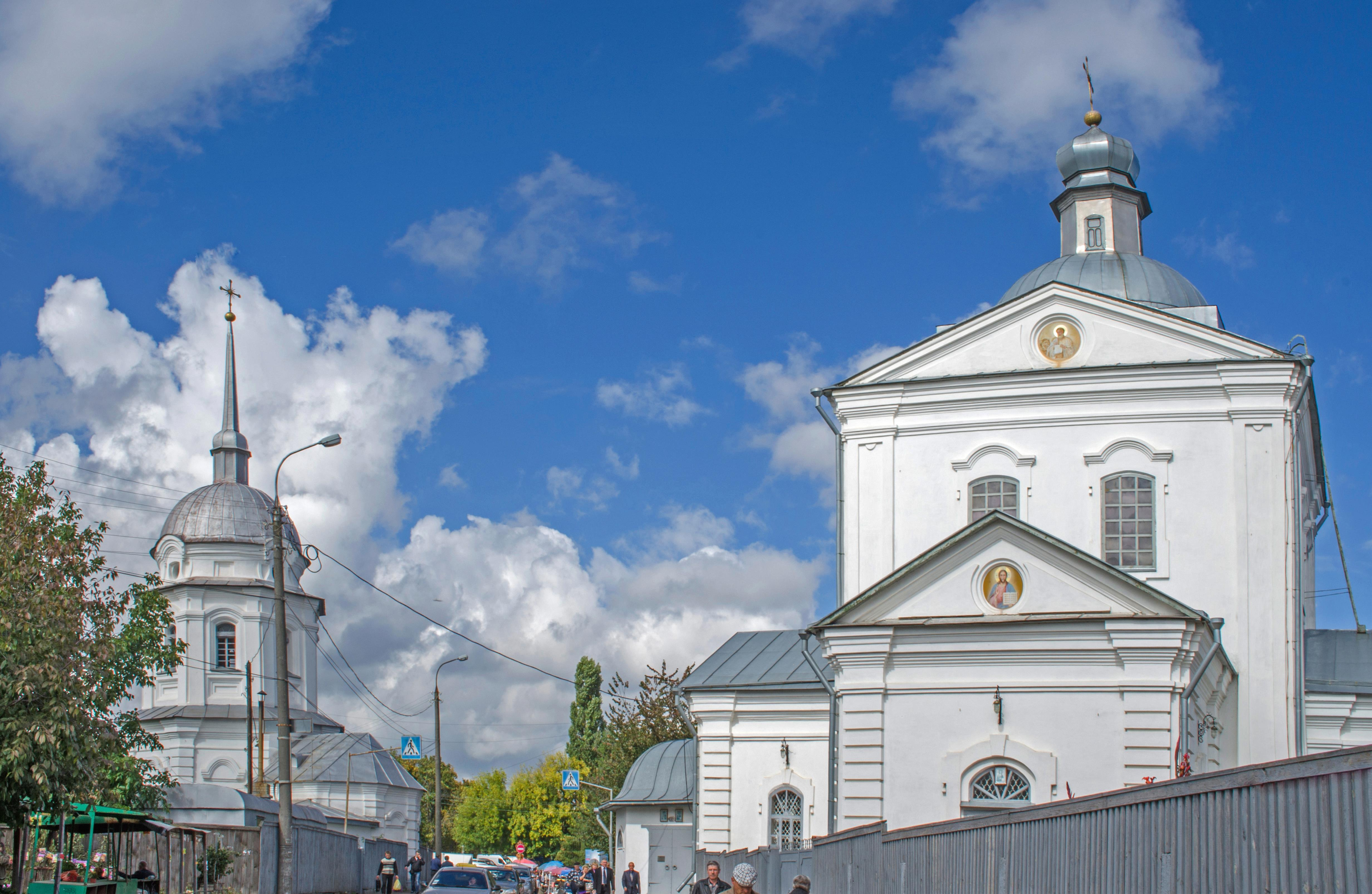
Комплекс споруд Воскресенської церкви, 1772-1779 рр.
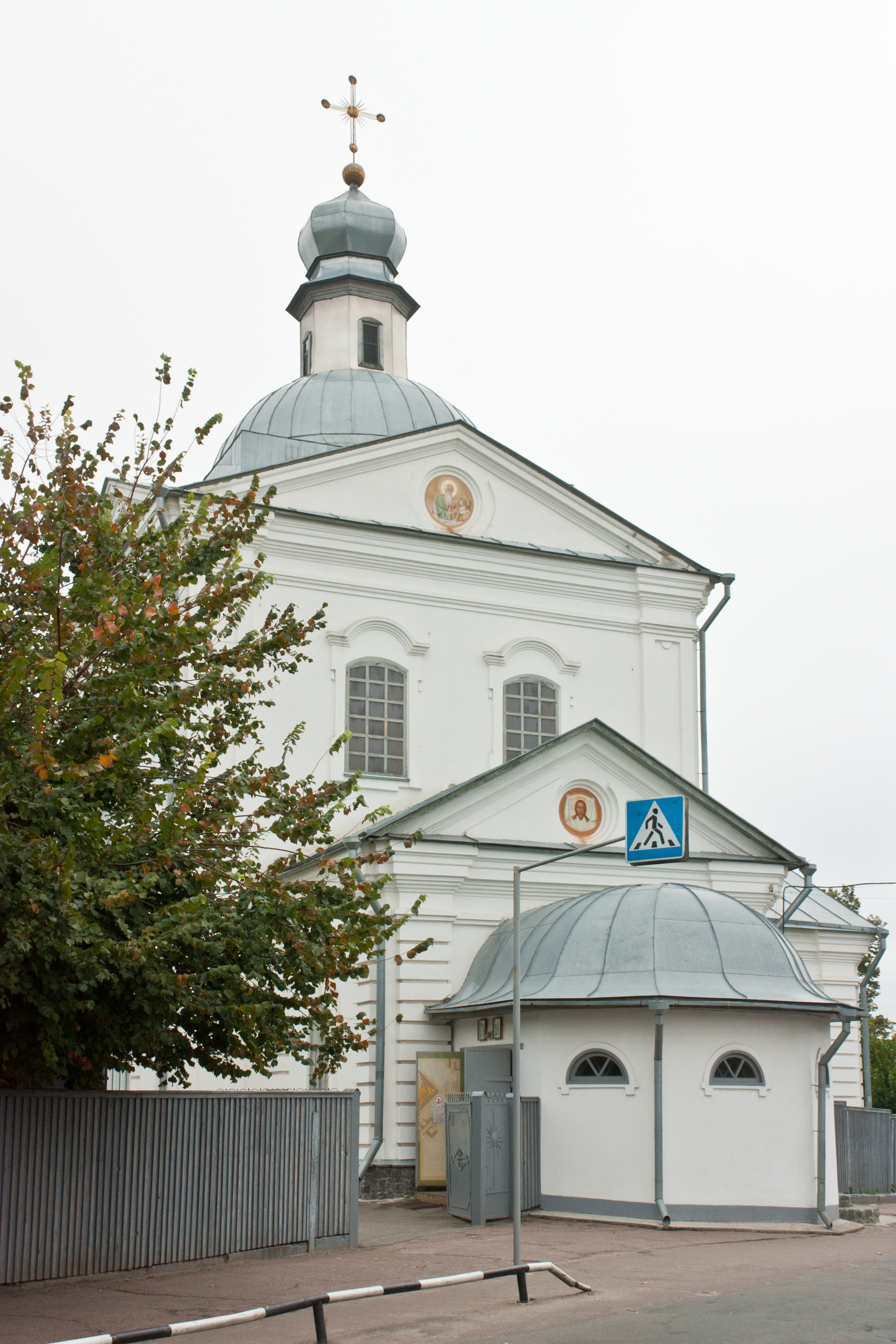
Воскресенська церква, 1772-1775 рр.
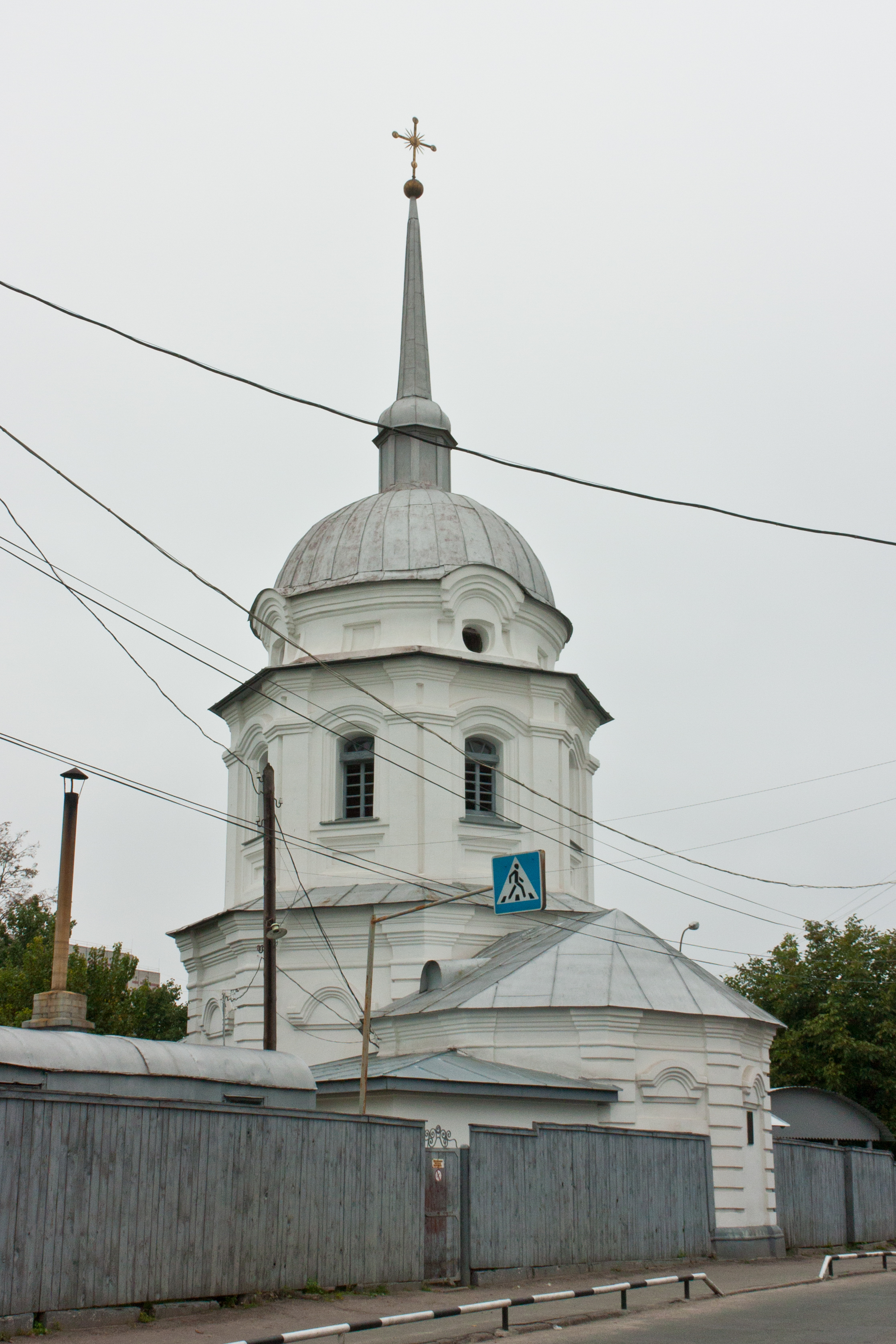
Дзвіниця та церква Григорія Вірменина, 1779 р.
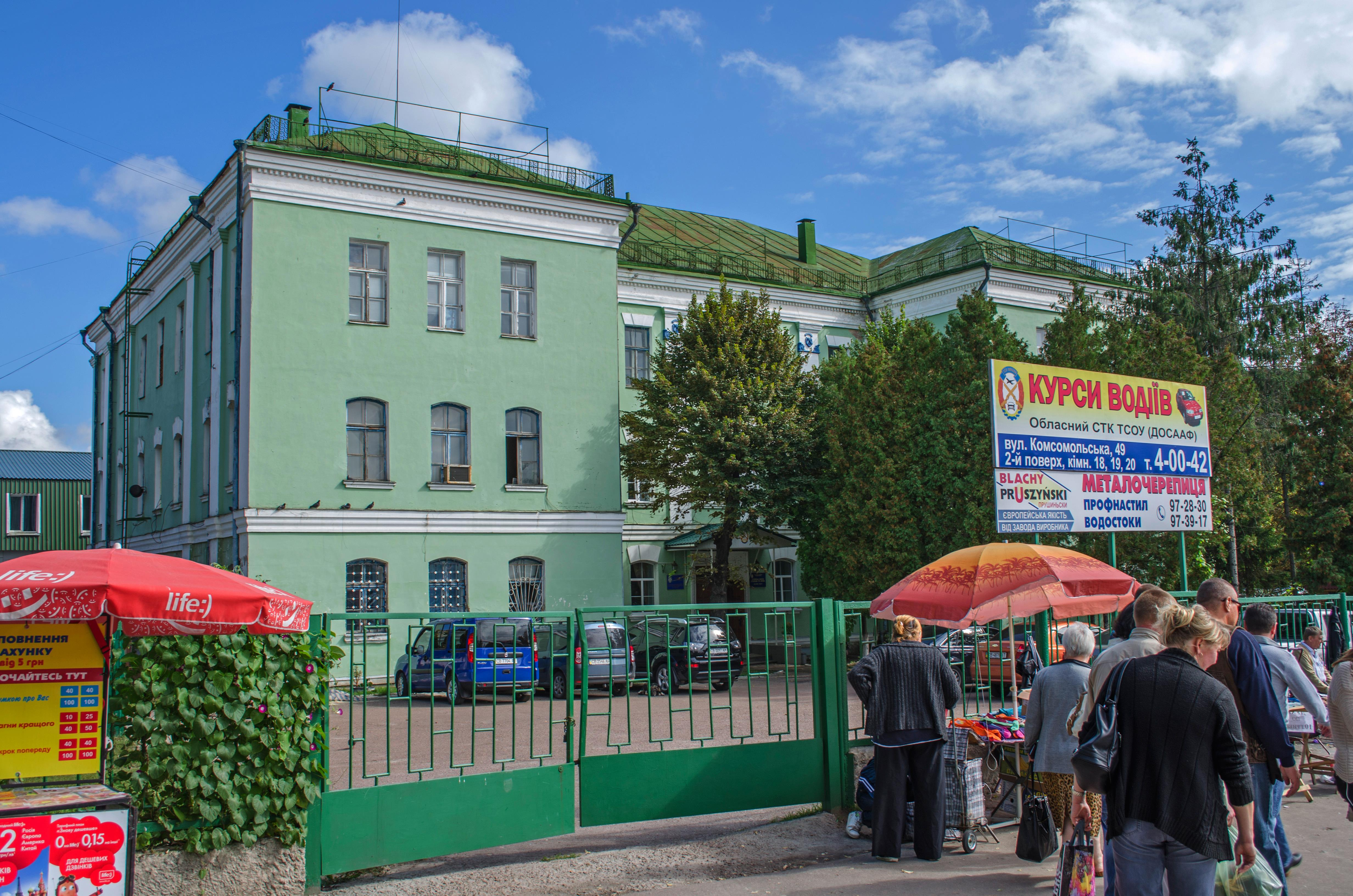
Будинок працелюбства (1900 р., нині — ТСОУ)
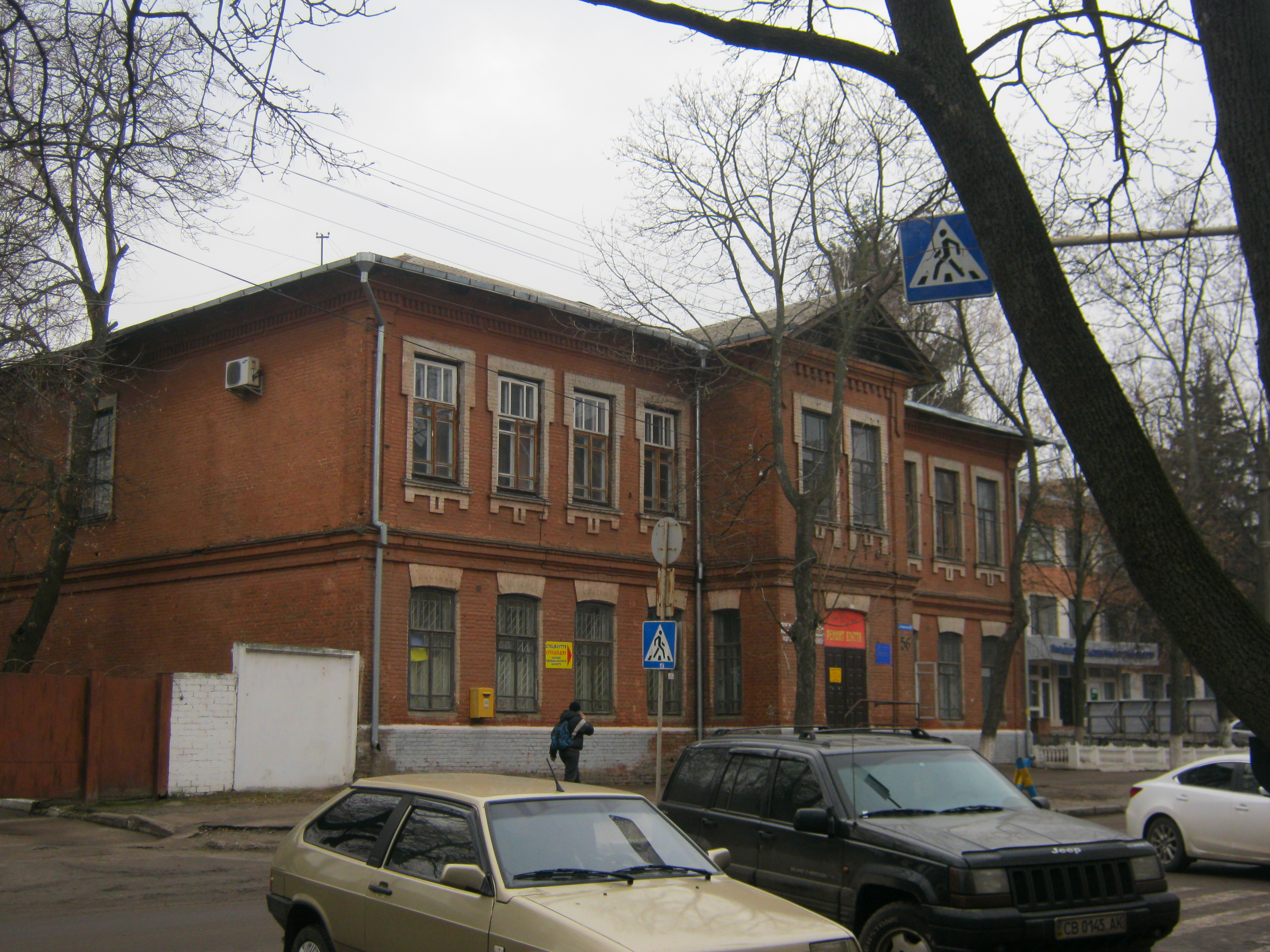
Єврейська слюсарно-ковальська школа (1911 р., нині — Чернігівський професійний ліцей залізничного транспорту)